# Lannan Literary Award
Die Lannan Literary Awards sind LiteraturpreiSprachese verschiedener Kategorien und Stipendien, die seit 1989 jährlich von der amerikanischen Lannan Foundation vergeben werden.

## Hintergrund
Die Lannan Foundation wurde 1960 durch Entrepreneur J. Patrick Lannan Senior († 1983) gegründet und sechs Jahre nach dessen Tod mit einer Zuwendung aus Lennan Seniors Nachlass in die Lage versetzt die Literaturpreise zu verleihen. Nach der Expansion der Stiftung unter Patrik Junior werden seit 1999 Stipendien vergeben. Außer den Literaturpreisen vergibt die Stiftung den Lannan Cultural Freedom Award (Preis für kulturelle Freiheit) „to recognize people whose extraordinary and courageous work celebrates the human right to freedom of imagination, inquiry, and expression“ (um Persönlichkeiten für außerordentliches und couragiertes Werk für das Menschenrecht auf Freiheit der Gedanken, der Forschung und der Meinungsäußerung zu würdigen).

## Auszeichnungen
Oft werden je Kategorie zwei oder mehr Auszeichnungen jährlich vergeben, gelegentlich wird niemand geehrt.
Die einzelnen Kategorien sind:
- der Lannan Literary Award for Poetry (für Poesie und Lyrik)
- der Lannan Literary Award for Fiction (für fiktive Literatur)
- der Lannan Literary Award for Nonfiction (für Sachbücher)
- der Lannan Literary Award for An Especially Notable Book (für ein besonders bemerkenswertes Buch)
- der Lannan Lifetime Achievement Award (für das Lebenswerk)

Darüber hinaus werden die Lannan Literary Fellowships verliehen.